# 29605 Joshuacolwell
29605 Joshuacolwell è un asteroide della fascia principale. Scoperto nel 1998, presenta un'orbita caratterizzata da un semiasse maggiore pari a 2,2494521 au e da un'eccentricità di 0,1201088, inclinata di 6,18555° rispetto all'eclittica.